# Lonchaea alameda
Lonchaea alameda är en tvåvingeart som beskrevs av Mcalpine 1964. Lonchaea alameda ingår i släktet Lonchaea och familjen stjärtflugor. Inga underarter finns listade i Catalogue of Life.